# Anii 550
Secole: Secolul al V-lea - Secolul al VI-lea - Secolul al VII-lea
Decenii: Anii 500 Anii 510 Anii 520 Anii 530 Anii 540 - Anii 550 - Anii 560 Anii 570 Anii 580 Anii 590 Anii 600
Ani: 550 | 551 | 552 | 553 | 554 | 555 | 556 | 557 | 558 | 559